# Grafite
Edinaldo Batista Libânio, poznatiji kao Grafite (Campo Limpo Paulista, São Paulo, 2. travnja 1979.) bivši je brazilski nogometaš.
189 cm visoki napadač je 2005. sa svojim tadašnjim klubom São Paulom osvojio Copa Libertadores i Svjetsko klupsko prvenstvo. S VfL Wolfsburgom je osvojio njemačko prvenstvo u sezoni 2008./09. Iste sezone proglašen je najboljim igračem Bundesliga a bio je i najbolji strijelac prvenstva.

## Klupska karijera

### Počeci
Grafite je odrastao u skromnim uvjetima u mjestu Jundiai koje se nalazi u brazilskoj saveznoj državi São Paulo. Svoj prvi novac zaradio je prodajući "od vrata do vrata" vreće za smeće. Međutim, prepoznat je njegov nogometni talent te mu je 1999. ponuđen prvi profesionalni ugovor. Klub SE Matonense iz grada Matão nastupao je u prvenstvu države São Paulo. Početkom 2000. nakratko je igrao za četvrtoligaš Ferroviária iz susjednog grada Araraquara. Ta dva kluba međusobno su razmjenjivala nadarene igrače, ovisno o uspješnosti kluba u sezoni.
Sredinom 2001. Grafite potpisuje za brazilski klub Santa Cruz koji se nalazi na sjevero-istoku zemlje. S njime je prvi puta nastupio u brazilskoj prvoj ligi. U 22 prvenstvene utakmice postigao je 5 pogodaka. Međutim, klub je završetkom sezone ispao iz prve lige u niži rang natjecanja - Série B.
Međutim, Grafite je svojim igrama privukao pažnju Grêmija iz Porto Alegrea za koji je nekad nastupao Ronaldinho. Bio je to drugi Grafiteov klub iz prve lige za koji je igrao, a kupljen je 2002. za 1 milijun brazilskih reala. Od tog iznosa, Santa Cruzu je pripalo 700.000 reala, dok je ostatak dodijeljen Grafiteovom prvom klubu Matoneseu.
Nažalost Grafitea u Grêmiju nije pratila sreća jer je odmah na početku 2002. pretrpio tešku ozljedu koljena. Za klub je odigrao 6 prvenstvenih utakmica u kojima nije postigao nijedan pogodak, te ga je klub zbog togs poslao na posudbu u Santa Cruz.
Sa svojim starim klubom ispao je u polufinalu Série B protiv Criciúma EC. U slučaju da je Santa Cruz prošao protivnika, plasirao bi se u Série A, odnosno prvu brazilsku ligu. Grafite je za svoj bivši klub postigao tri pogotka u polufinalu prvenstva.
Početkom 2003. Grafite napušta Brazil te prelazi u južnokorejski klub Anyang LG Cheetahs. Tamo je ostao kratko, jer ni klub ni igrač nisu bili zadovoljni

### Uspjeh s Goiásom i São Paulom
Povratkom u Brazil, Grafite se pridružuje prvoligaškoj momčadi Goiás EC iz istoimenog grada. Ovaj potez uskoro je doveo do pravne zavrzlame o vlasništvu prava na igrača, jer je Grêmio polagao prava na Grafitea. Također javio se i problem neisplaćenih plaća igraču iz kraja prethodne godine kada je nastupao za Santa Cruz. Ipak, uskoro je pronađeno zajedničko rješenje koje je bilo u najboljem interesu za Grafitea i njegov novi klub.
Grafite vrijeme provedeno u Goiásu smatra "ponovnim nogometnim rođenjem", odnosno igračkim preporodom. Suigrač u napadu, Dimba, postigao je 31 pogodak, najviše u prvenstvu. Grafite je postigao 12 pogodaka kao i suigrač Araujo. U toj sezoni klub je imao izvanredno realizatorsku napadačku formaciju kao nikad u povijesti. Goiás EC prvenstvo je završio na 9. mjestu što je bio uspjeh za klub iz brazilskog srednjeg zapada. Grafite je nagrađen nagradom Bola de Prata za najboljeg napadača prvenstva.
Početkom sezone 2004. igrač prelazi u redove brazilskog velikana São Paula s kojim je u travnju 2005. osvojio prvenstvo države São Paulo. Bio je to Grafiteov prvi osvojeni trofej.
U isto vrijeme i svjetski sportski mediji počeli su pisati o Grafiteu. U utakmici skupine Copa Libertadores, igrač argentinskog kluba Quilmes AC, Leandro Desábato optužen je za rasističke uvrede upućene Brazilcu. Grafite je isključen iz utakmice zajedno s veznjakom Carlosom Aranom koji je pokušao intervenirati. Tokom utakmice, Grafite je cijeli incident prijavio policiji koja je uhitila Desábata nakon završetka utakmice dok je odlazio prema svlačionici. Nakon dva dana, policija je pustila Desábata te mu je dozvoljeno da se vrati u Argentinu.
Grafite je u travnju 2005. primio poziv od brazilskog izbornika Carlosa Alberta Parreire. Prijateljska utakmica protiv Gvatemale, igrana 27. travnja 2005. u São Paulu, bila je prva Grafiteova utakmica u dresu Seleçãoa. Utakmica je završena pobjedom Brazila, a konačni 3:0 rezultat postavio je upravo Grafite.
Do kraja godine, Grafite je s klubom osvojio još dva trofeja - Copa Libertadores i Svjetsko klupsko prvenstvo. Protiv Atlético Paranaensea u finalu Cope Libertadores nije započeo utakmicu u prvom sastavu, dok je u finalu Svjetskog klupskog prvenstva igranog u Tokiju protiv Liverpoola, igrao posljednjih 15 minuta.

### Karijera u Europi
U siječnju 2006. francuski klub Le Mans (koji se sezonu ranije plasirao u Ligue 1) je kupio brazilskog napadača. Grafite je za klub debitirao u veljači, a do kraja sezone odigrao je 11 utakmica te postigao 3 pogotka. U sezoni 2006./07. odigrao je 34 od 38 prvenstvenih utakmica te postigao 12 pogodaka. Time je bio najbolji strijelac kluba koji je sezonu završio na 12. mjestu.
Početkom sezone 2007./08. odigrao je šest prvenstvenih utakmica za Le Mans postigavši pritom dva pogotka, prije nego što je prodan u njemački bundesligaš VfL Wolfsburg 31. kolovoza 2007. Transfer ostvaren pred kraj ljetnog prijelaznog roka, iznosio je 5,6 mil. eura.
Za klub kojem je glavni sponzor automobilski div Volkswagen, Grafite je potpisao četverogodišnji ugovor koji je 2009. produžen do 2012. godine.
U prvoj sezoni, Grafite je u 24 prvenstvene utakmice postigao 11 pogodaka te je bio najbolji strijelac kluba. U sljedećoj sezoni 2008./09. momčad je vodio strateg Felix Magath, a Vukovi su po prvi put u klupskoj povijesti postali prvaci Bundeslige. Grafite je ostvario impresivan skor od 28 pogodaka u 25 odigranih utakmica prvenstva. Time je postao najbolji strijelac Bundeslige. Napadački tandem kluba bili su Grafite i Edin Džeko koji je postigao 26 pogodaka. Njih dvoje u napadu su srušili rekord iz sezone 1971./72. kada su Gerd Müller i Uli Hoeness zajedno postigli 53 golova.
Poznat je bio Grafitev gol protiv Bayern Münchena u 5:1 pobjedi, kada je igrač driblingom prošao nekoliko obrambenih igrača a zatim laganim udarcem petom postigao gol. Time je pridobio međunarodnu pozornost sportskih medija. U Njemačkoj je taj gol uvršten u izbor za gol godine.
U listopadu 2009. FIFA je najavila kako će uvesti FIFA Puskás nagradu, koja će biti dodijeljena igraču koji je postigao najljepši pogodak u posljednjih godinu dana. Nagradu je osvojio tadašnji igrač Manchester Uniteda, Cristiano Ronaldo, dok je Grafiteov gol proglašen trećim u izboru. Međutim, igrač je nagrađen najcjenjenijom individualnom nagradom u Njemačkoj, Nagradom za najboljeg igrača Bundeslige. Uz sunarodnjaka Aíltona i Francuza Francka Ribéryja, Grafite je postao tek treći stranac kojem je dodijeljena ova nagrada.
Sportski televizijski kanal ESPN Brasil dodijelio je igraču nagradu Prêmio Futebol no Mundo kao "nogometno otkriće" u sezoni 2008./09., kao i za najboljeg strijelca njemačkog prvenstva.
U Wolfsburgovoj prvoj utakmici Lige prvaka protiv CSKA Moskve, 15. rujna 2009., Grafite je postigao hat-trick u domaćoj 3:1 pobjedi nad ruskim predstavnikom. Time je postao šesti igrač u povijesti koji je u svojem debiju u Ligi prvaka postigao hat-trick.

### Odlazak iz Europe
19. lipnja 2011. Grafite objavljuje da je potpisao dvogodišnji ugovor s Al Ahlijem iz Dubaija. U sezoni 2012./13. proglašen je najboljim strancem u ligi, unatoč tome što je Ganac Asamoah Gyan bio najbolji strijelac te sezone. 28. svibnja 2013. zabija drugi gol za svoju momčad u pobjedi 4:3 nad Al Arabijem u finalu President's Cupa. U tri i pol sezone zabio je 63 gola u 79 utakmica.
2. veljače 2015. odlazi u katarski Al-Sadd gdje odrađuje polusezonu i zabija 4 gola u 9 utakmica.
1.srpnja 2015. vraća se u rodnu domovinu. Po treći put u karijeri dolazi u Santa Cruz s kojim potpisuje jednogodišnji ugovor. Klub koji je te sezone nastupao u drugoj ligi daje mu broj 23. Iako se uključio na polovici sezone, uspio je zabiti 7 golova u 15 utakmica čime je pomogao Santa Cruzu da se vrati u prvu ligu nakon 10 godina. Iduće sezone zabija 13 golova u 31 utakmici, no to ne pomaže klubu koji završava na pretposljednjem mjestu u ligi. U Copi Sudamericani zabija tri od četiri gola svoje momčadi koja kampanju završava u osmini finala.
1. siječnja 2017. odlazi u Atlético Paranaense s kojim nastupa u Serie A i Copi Libertadores.

## Reprezentacija
Grafite je 2. ožujka 2010. nakon gotovo pet godina ponovo nastupio za brazilsku reprezentaciju. Bio mu je to drugi nastup u dresu Carioca u utakmici protiv Irske na Emirates stadionu u Londonu. U igru je ušao kao zamjena Adrianu. Grafite je za taj susret pozvan u reprezentaciju jer se Luis Fabiano (koji je izvorno pozvan) ozlijedio.
11. svibnja 2010. Brazil je u svojoj drugoj prijateljskoj utakmici protiv Irske nastupio u gotovo identičnoj momčadi kao na prijašnjoj utakmici. To je bio Grafiteov treći nastup za nacionalnu reprezentaciju. Ubrzo je tadašnji izbornik Dunga odredio 23 reprezentativca za Svjetsko prvenstvo u Južnoj Africi 2010. među koje je uvršten i Grafite. Također, uz taj popis, Dunga je sastavio i popis 7 rezervnih igrača u slučaju ozljede nekog od igrača iz izvornog odabira.

## Vanjske poveznice
- Sambafoot Profile
- Grafite na fussballdaten.de
- Grafite na National-Football-Teams.com